# Franz Weber (Fußballspieler, 1957)
Franz Weber (* 12. August 1957 in Nürnberg) ist ein deutscher Fußballspieler. Er wurde für verschiedene Vereine bei exakt 280 Zweitligaspielen eingesetzt und erzielte dabei 46 Tore. Außerdem bestritt er acht Einsätze im DFB-Pokal.

## Karriere
Nachdem er in der Schülermannschaft des SV Reichelsdorf ausgebildet wurde, wechselte er zum TSV Südwest Nürnberg. Hier fiel er durch seine technische Beschlagenheit auf und konnte 1980 zur Spielvereinigung Fürth wechseln. Dort spielt er mit insgesamt sechs Jahren die längste Zeit, nur unterbrochen durch fünf Jahre beim SC Freiburg und zwei Jahre beim Bayernligisten MTV Ingolstadt. Weber bestach durch große Spielübersicht und war Freistoßspezialist bekannt. Neben Peter Löwer, Bernhard Bergmann und Manfred Ritschel, wurde Weber zu einer der tragenden Figuren bei der Spielvereinigung Fürth, als sie sich 1981 für die eingleisige 2. Liga qualifizierte. Obwohl im gesamten Saisonverlauf der Saison 1982/1983 nie auf einem Abstiegsplatz, fiel die Spielvereinigung durch eine Niederlage am letzten Spieltag in Augsburg auf einen Abstiegsrang zurück und stieg in die Bayernliga ab. Weber wechselte nach einer weiteren Saison 1984 zum SC Freiburg und spielte damit weiter in der zweiten Liga. Dabei stand er über die Jahre mit Persönlichkeiten wie Jogi Löw, Souleyman Sané, Uwe Rapolder, Fred Schaub, Thomas Remark und Andreas Buck in einer Mannschaft, die später noch als Spieler beziehungsweise Trainer von sich reden machen sollten.
Weber ist heute selbstständiger Wirtschaftsinformatiker und arbeitet als Jugendtrainer der Spielvereinigung Fürth.